# ソフィアン・チャクラ
ソフィアン・チャクラ（Sofian Chakla、1993年9月2日 - ）は、モロッコ・ケニトラ出身のサッカー選手。SDポンフェラディーナ所属。ポジションはディフェンダー。

## クラブ経歴
8歳の時にモロッコからスペインへ移住。2010年にアマチュアクラブであるラ・モホネラからマラガCFのカンテラに移り、2012年にマラガのBチームへと昇格した。2014年1月にはレアル・ベティスのBチームへ移籍するが、いずれのクラブでもトップチーム昇格は叶わず、2014年7月11日、スペインを離れハンガリーのヴィデオトンFCと単年契約を交わした。
しかし、ヴィデオトンでもポジション確保には至らず、1年でスペインに復帰。セグンダ・ディビシオンB (3部相当) のクラブを渡り歩き、2019年7月19日にビジャレアルCFと3年契約を結んだ。2020年1月17日、正式にトップチーム昇格が決まり、同年6月19日のグラナダCF戦にて26歳でラ・リーガデビューを果たした。
2021年1月30日、同じく1部のヘタフェCFにハーフシーズンの契約でレンタル移籍をした。
2023年1月18日、セグンダ・ディビシオンに所属していたSDポンフェラディーナにフリーで加入し、1年半契約を結んだ。

## 代表経歴
2021年3月30日、アフリカネイションズカップ2021予選のブルンジ代表戦でA代表初出場。

## タイトル
ヴィデオトンFC
- マジャル・クパ : 1回 (2014-15)